# مرغ باران هندرسون
مرغ باران هندرسون (نام علمی: Pterodroma atrata) نام یک گونه از سرده مرغ باران خرمگسی است.